# Ronchis
Ronchis là một đô thị ở tỉnh Udine trong vùng Friuli-Venezia Giulia thuộc Ý, có cự ly khoảng 60 km về phía tây bắc của Trieste và khoảng 30 km về phía tây nam của Udine. Tại thời điểm ngày 31 tháng 12 năm 2004, đô thị này có dân số 1.981 người và diện tích là 18,5 km².
Đô thị Ronchis có các frazione (đơn vị cấp dưới) Fraforeano.
Ronchis giáp các đô thị: Latisana, Palazzolo dello Stella, Rivignano, San Michele al Tagliamento, Teor, Varmo, Lignano Sabbiadoro.